# برباريس الهملايا
برباريس الهملايا (الاسم العلمي:Berberis himalaica) هو نوع من النباتات يتبع جنس البرباريس من الفصيلة البرباريسية.